# Erika Fuchs
Pour les articles homonymes, voir Fuchs.

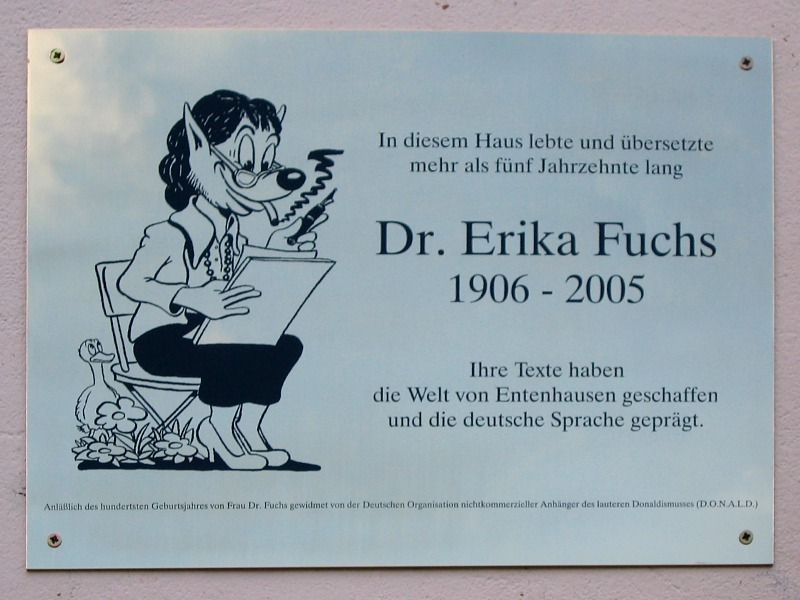
Plaque commémorative ornant la maison où vivait Erika Fuchs, à Schwarzenbach (Bavière). Offerte par la DONALD, elle porte l'inscription suivante : Dans cette maison, Dr Erika Fuchs (1906-2005) a vécu et traduit pendant plus de cinq décennies. Ses textes ont profondément développé le monde de Donaldville et enrichi la langue allemande.

Erika Fuchs (née Petri le 7 décembre 1906 à Rostock et morte le 22 avril 2005 à Munich) est une traductrice allemande. Elle est principalement connue pour son travail sur les bandes dessinées Disney, notamment les histoires de Carl Barks centrées sur Donaldville et l'univers des canards. À ce titre, elle est rédactrice en chef du mensuel Micky Maus de 1951 à sa retraite, en 1988.
Nombre de ses créations ont intégré ou réintégré la langue allemande. Ses partisans actuels considèrent les traductions maintes fois citées d'Erika Fuchs comme s'inscrivant pleinement dans la tradition germanophone de la poésie légère (en) au côté d'auteurs comme Heinrich Heine, Wilhelm Busch et Kurt Tucholsky. À la différence des versions originales anglophones, les traductions d'Erika Fuchs contiennent de nombreuses citations cachées et références littéraires. De ses propres mots, « on n'est jamais trop cultivée pour traduire des bandes dessinées ».

## Biographie

### Jeunesse
Johanna Theodolinde Erika Petri naît le 7 décembre 1906 à Rostock, seconde d'une fratrie de six enfants. Sa mère s'appelle Auguste Horn (1878-1964) et son père August Petri (1876-1954). Originaire de Munich et chanteuse de formation, Auguste Horn officie en tant qu'institutrice à l'école primaire et a notamment travaillé à Augsbourg. Elle rencontre August Petri, originaire de principauté de Lippe, dans une corporation d'étudiants où son émancipation suscite des réserves. Peu après la naissance d'Erika, la famille déménage à Reichenbach (en Silésie). En 1912, elle s'installe finalement à Belgard, en Poméranie (actuelle Pologne). August Petri est directeur d'Überlandwerke pour la Poméranie orientale et impliqué dans des projets d'électrification. La famille d'Erika est raisonnablement aisée : elle est la seule de la ville à posséder une automobile, et les enfants grandissent dans une grande demeure avec des domestiques. Le personnel de maison inclut une nourrice et une femme de chambre, un cuisinier ainsi qu'un jardinier. Les enfants du couple font l'objet d'une éducation paternelle très stricte. « À la maison, nous ne nous disputions pas ni ne discutions des choses. Les ordres étaient donnés et obéis. » La musique occupe une place importante au sein du foyer, Auguste invitant régulièrement des connaissances pour accompagner son chant. Les tâches ménagères pouvaient aussi être faites en chanson.

### Scolarité et études
Erika Petri est scolarisée à l'école élémentaire de Belgard pendant trois ans. À Pâques 1923, elle entame sa scolarité secondaire, sur laquelle elle confie : « Nous avons fait beaucoup de bêtises et appris peu. Nous n'avons découvert les richesses intellectuelles du monde que lorsque nous avons eu un vrai professeur pour [nous enseigner] l'allemand et l'histoire. » Ce professeur invite régulièrement les élèves et leur présente les œuvres de grands artistes. En 1921, stimulées par ces découvertes, Erika Petri et son amie Asta Hampe souhaitent poursuivre leur scolarité au lycée. Le père d'Erika la soutient dans sa démarche. Seulement, il n'existe alors aucun gymnasium ouvert aux filles à Belgard. Un vote du conseil municipal leur autorise toutefois l'entrée dans un gymnasium de garçons, et Erika et son amie sont libérées de leurs obligations pour un an afin de se préparer et rattraper leur retard en grec et en latin. Après le déménagement d'Asta Hampe à Hambourg, c'est finalement seule qu'Erika entre au lycée de garçons. Elle en ressort avec son Abitur en 1926.
Erika se spécialise par la suite en histoire de l'art, étudiant également l'archéologie et l'histoire médiévale. Elle passe son premier semestre à Lausanne, le semestre d'hiver 1926-1927 à Munich, et les troisième et quatrième semestres à Londres. Elle revient à Munich en 1928 et y demeure jusqu'à la fin du semestre d'hiver 1931-1932. Pendant ses études, elle voyage beaucoup. Elle passe plusieurs mois à Florence et visite la Hollande, l'Angleterre, l'Italie ou encore la Suisse. Le 17 juillet 1931, elle soutient sa thèse de doctorat centrée sur l'œuvre du sculpteur baroque Johann Michael Feuchtmayer (en), intitulée Johann Michael Feuchtmayr: Ein Beitrag zur Geschichte des deutschen Rokoko en français : « Une contribution à l'histoire du rococo allemand ». Ces travaux, fondés sur d'importantes recherches dans les archives ecclésiastiques et illustré par 160 photographies personnelles, sont gratifiés de la mention magna cum laude. Ils sont imprimés en 1935, toujours sous son nom de jeune fille.

### Mariage
Erika Petri rencontre son futur mari Günter Fuchs (1907-1984) pendant ses études. Il est fabricant et inventeur, avant d'être nommé professeur honoraire à l'université technique de Munich. Il y enseigne la « morphologie technique ». Entre 1931 et 1984, il dirige l'entreprise Summa Feuerungen, dont l'usine produit des fours modernes. Erika Petri et Günter Fuchs se marient en 1932 et ont deux enfants. Ils s'installent à Schwarzenbach an der Saale en 1933. C'est lui qui fabrique tout ce qui prend place dans leur maison, y compris les meubles. Ces derniers sont désormais exposés au musée de la ville de Munich.
Dans ses traductions, lorsque le sujet devient technique, Erika Fuchs met son mari à contribution : « quoi qu'il fasse de réel et raisonnable, j'y rajoute du désordre pour que cela soit un peu fou », explique-t-elle en 1978. Günter Fuchs n'est toutefois pas seulement versé en ingénierie : il est aussi spécialiste en citations de grands classiques.

### Mort
Erika Fuchs meurt le 22 avril 2005 à Munich, à l'âge de 98 ans. Elle est enterrée à côté de son mari, décédé en 1984, au cimetière de Schwarzenbach an der Saale.

## Carrière

### Traduction
Après la Seconde Guerre mondiale, Erika Fuchs travaille comme traductrice pour l'édition allemande du Reader's Digest, avant l'ouverture de nouveaux postes pour d'autres magazines en provenance des États-Unis. En 1951, elle devient rédactrice en chef du nouveau mensuel allemand Micky Maus, qu'elle influence grandement dans les années qui suivent. Elle prend sa retraite en 1988.
Erika Fuchs est principalement connue pour ses traductions de bandes dessinées Disney, notamment les créations de Carl Barks autour de la famille Duck. Elle s'est efforcée d'incorporer à ses traductions des allusions et citations cachées. En tant qu'amatrice et connaisseuse littéraire, elle a la conviction qu'il ne peut y avoir de traductrice de bande dessinée trop cultivée. Par exemple, dans l'histoire Three Un-Ducks (Un Noël sans savon !) de Carl Barks, Erika Fuchs fait promettre à Riri, Fifi et Loulou : « Wir wollen sein ein einig Volk von Brüdern, in keiner Not uns waschen und Gefahr » en français : « Nous voulons être un seul peuple de frères et ne nous séparer dans aucune détresse ni aucun danger ». Elle parodie ainsi le serment du Grütli tel que formulé dans la pièce Guillaume Tell de Schiller.
Autre exemple, le dicton « Dem Ingeniör ist nichts zu schwör » en français : « Rien n'est trop dur pour l'ingénieur », dont on lui attribue souvent la maternité, provient en fait de la chanson de l'ingénieur de Heinrich Seidel (de). Erika Fuchs en apprend l'existence par son mari, lui-même ingénieur (la chanson ayant pu revêtir un rôle rituel dans les fraternités étudiantes de l'époque). Elle y altère toutefois les mots Ingenieur et schwere pour rendre la rime plus amusante, et en fait la phrase fétiche de l'inventeur Géo Trouvetou.
Erika Fuchs utilise également des verbes raccourcis à leur racine, à la fois pour imiter des sons (onomatopées) : schluck, stöhn, knarr, klimper (s'étrangler, grogner, grincer, tinter) ; mais aussi pour évoquer des actions silencieuses : grübel, staun, zitter (réfléchir, écarquiller les yeux, trembler). Ces mots héritent du surnom d'Erikativ, construit sur le modèle de termes grammaticaux comme Infinitiv (infinitif), Indikativ (indicatif) ou Akkusativ (accusatif), et faisant référence au prénom de la traductrice. Les Erikative sont d'usage commun sur les forums pour décrire ce que font les internautes au moment où ils écrivent (procédé également appelé émoticônes, repérables par l'usage d'astérisques).

## Postérité
Selon le feuilletoniste Ernst Horst, l'influence d'Erika Fuchs sur la langue et la culture populaire allemande est considérable.